# 布莉塔·安德森
布莉塔·安德森（丹麥語：Britta Andersen，1979年12月19日—），是一位丹麥已退役女子羽球運動員，出生於奧胡斯， 父親是丹麥人，母親是菲律賓人。

## 簡歷
1997年，布莉塔·安德森在歐洲青少年羽毛球錦標賽上獲得了混合雙打金牌和女子雙打銀牌，這是她在國際上首次取得重大成就。1999年，她贏得了薩洛盧羽球公開賽和蘇格蘭羽球公開賽的冠軍。2000年，她在斯洛文尼亞羽球國際賽、羅馬尼亞羽球國際賽、葡萄牙羽球國際賽和捷克羽球國際賽上獲得了成功，並獲得了EBU年度巡迴賽冠軍的稱號。2006年，她首次獲得丹麥全國冠軍。2010年，她贏得了瑞典國際斯德哥爾摩大獎賽。